# داني راحاب وولف
داني راحاب وولف (بالعبرية: דני רהב וולף، 21 يونيو 1937 - 19 أبريل 2004) كان ضابطاً في الجيش الإسرائيلي برتبة علوف مشيني (عقيد)، من مخضرمي لواء المظليين، وقائد وحدة شاكيد. وحاصل على وسام الخدمة المتميزة.

## حياته
وُلد وولف في بير توفيا في 1937 باسم داني وولف، الابن الثاني من إليزا وولف ودكتور يهوذا وولف (1899-1960)، طبيب مهاجر من ألمانيا عقب وصول النازيين إلى السلطة في عام 1933 واستقر في بير توفيا وسرعان ما أصبح معروف في جميع أنحاء الجنوب.
في مايو 1955، انضم وولف إلى الجيش الإسرائيلي وتطوع للعمل مع قوات المظليين. وقد تجند في الكتيبة 890 وألحق بالسرية (B). حيث خضع لدورة تدريبية قتالية. وكقائد حظيرة شارك في العمليات الانتقامية في الهجوم على مركز الشرطة الأردني في الرحوة خلال عملية جوناثان كما شارك في عملية لولاف وعملية قلقيلية. وفي عملية قادش هبط في ممر متلا. وبعد انتهاء الحرب، أكمل دورة تدريب ضباط المشاة وعمل كقائد فصيلة، ثم قائد سرية، ثم كضابط في لواء المظليين.